# Marolles-lès-Bailly
Marolles-lès-Bailly é uma comuna francesa na região administrativa de Grande Leste, no departamento de Aube. Estende-se por uma área de 4,4 km². Em 2010 a comuna tinha 111 habitantes (densidade: 25,2 hab./km²).